# Money (песен на „Пинк Флойд“)
Money е шестата песен от албума Dark Side of the Moon на британската прогресив рок група „Пинк Флойд“. Песента е композирана от Роджър Уотърс и единствената от албума, която пробива в топ 20 на американските класации.

## Композиция
Песента е композирана през 1972 година на демо касета в домашното студио в градината на Роджър Уотърс. В оригинал песента е типична английска фолклорна песен (Уотърс казва, че е „превзета и типично английска“), но поради желанието на групата за силен хит и пробив на американския пазар, правят песента с трансатлантическо звучене. Песента е лесно разпознаваема – започва с нестандартния такт 7/4 и продължава до промяната при солото, когато групата преминава към 4/4 такт. В процеса на миксиране са добавени много ефекти като касови апарати, късане на хартия, хвърляне на чанти пълни с монети, като всички ефекти са записани на многопистови записватели. Money е една от двете песни в албума (другата е Us and Them), в която има саксофонно соло, дело на Дик Пери. Дейвид Гилмор признава, че е поканил своя приятел Пери, защото се е притеснявал, че никой друг няма да се съгласи. За разлика от саксофонното соло, при китарното соло тактът се променя на 4/4. Това е така, понеже Гилмор е сметнал, че ще е трудно да се изсвири в 7/4. Критиците смятат, че промяната в такта е най-вълнуващото в песента. Текстът засяга негативния аспект на парите, а частта Money, so they say, is a root of all evil today се отнася към Новия завет.

## История
Самото соло се счита от мнозина за едно от най-добрите изпълнения на Дейвид Гилмор. Ироничното в песента е, че групата печели милиони именно след издаването на сингъла. Оттогава насам песента е неизменна част в изпълненията на живо, едно от най-запомнящите се е на благотворителния концерт Live 8 през 2005 година.

## Състав
- Дейвид Гилмор – вокали, китара
- Роджър Уотърс – бас китара
- Ричард Райт – пиано
- Ник Мейсън – барабани
- Дик Пери – саксофон